# Max Allan Collins

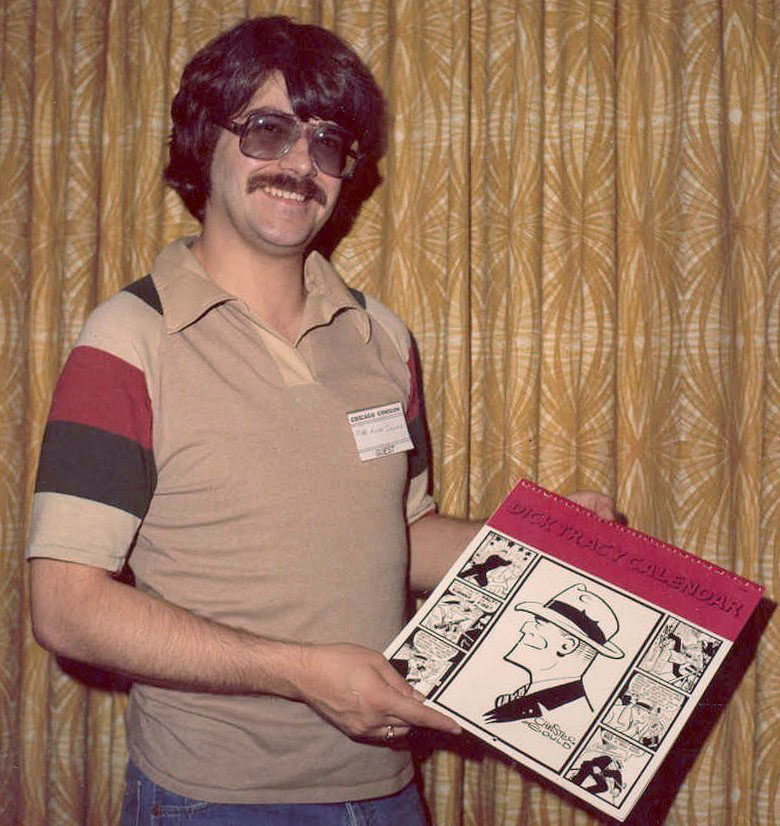
Max Allan Collins (1982)

Max Allan Collins (* 3. März 1948 in Muscatine, Iowa) ist ein US-amerikanischer Schriftsteller, Drehbuchautor und Comicautor.

## Leben und Arbeit
Collins, der sich vor allem als Mystery-Autor einen Namen gemacht hat, hat in drei Jahrzehnten unter anderem Romane, Kurzgeschichten, Comichefte und -strips, Drehbücher und buchhafte Filmadaptionen vorgelegt.
Als Schriftsteller schuf er die Heller-Romane um einen in den 1930er und 1940er Jahren in Chicago ansässigen Privatdetektiv namens Nathan Heller. Der erste Roman der Reihe, True Detective, wurde 1984 von der Gesellschaft der Private Eye Writers of America mit dem Shamus Award für die beste P.I.-Geschichte ausgezeichnet. 1992 folgte ein zweiter Shamus für den Roman Stolen Away, einer Nacherzählung der Lindbergh-Entführung. Weitere Romane der Reihe waren Flying Blind (1999) und Chicago Confidential. Von Collins Kurzgeschichten wurde 2002 Kiss of Death mit dem Herodotus Award in der Kategorie Beste historische Kurzgeschichte ausgezeichnet. Die The Historical Mystery Appreciation Society (HMAS) ehrte Collins 2002 ein zweites Mal mit dem Herodotus Award in „Anerkennung seines bisherigen literarischen Lebenswerkes“. 2005 erhielt Men’s Adventure Magazines den Anthony Award als bestes Sachbuch. 2017 erhielt Collins, zusammen mit Ellen Hart, den Grand Master Award des Edgar Allan Poe Awards.
Darüber hinaus schrieb Collins Romanadaptionen zu Fernsehserien wie CSI, Bones und Dark Angel und einige Geschichte und Fiktion vermischende Bücher über die Karriere des legendären Polizisten Eliot Ness.
Die Romane der bislang fünfteiligen „Mallory“-Reihe handeln von einem Mystery-Schriftsteller aus Iowa, der Verbrechen aufklärt. Der kommerziell erfolgreichste Roman der Reihe war dabei A Nice Weekend for a Murder.
Collins Werk als Comicautor umfasst unter anderem Arbeiten an dem von Chester Gould geschaffenen Zeitungscomicstrip Dick Tracy und Batman.
Collins gab sein Debüt als Autor für die monatliche US-Serie Batman mit Heft #402 (Dezember 1986). Es folgte Heft #403. Die nächsten vier Hefte schrieb Frank Miller (Batman: Year One). Im Redaktionsteil von Heft #403 schrieb der Editor Dennis O’Neil, dass Collins seine Traumbesetzung gewesen sei, denn er sei auf der Suche nach jemandem gewesen, der Batman „zurück in die Dunkelheit bringt.“ Voll Bewunderung verfolgte O’Neil die Arbeiten von Collins an Dick Tracy. O’Neil rief Collins an und dieser sagte sofort zu („sometimes editors’ dreams do come true“).

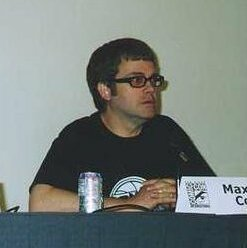
Max Allan Collins auf der San Diego Comic-Con 2002

Dennis O’Neil gibt Collins auch das Einverständnis dafür, die Geschichte von  Jason Todd/Robin II komplett neu zu schreiben ab US-Batman #408 im Juni 1987. Collins schreibt Batman bis Ausgabe #412 (Oktober 1987) und noch das US-Batman Annual #11 (1987).
Collins schrieb außerdem Road to Perdition, das von David Self als Drehbuch adaptiert und 2002 mit Tom Hanks in der Hauptrolle von Sam Mendes unter gleichem Titel verfilmt wurde. Hinzu kam die gleichnamige Serie um die Privatdetektivin Ms. Tree. Basierend auf den Road-to-Perdition-Comics schrieb Collins die Romane Road to Purgatory und Road to Paradise.
Als Regisseur hat Collins drei Filmprojekte geleitet: Mommy, Mommy 2: Mommy’s Day, und Real Time: Siege at Lucas Street Market.

## Bibliographie
Nathan Heller
- 1. True Detective – Chicago 1933
- 2. True Crime – Gangsterbräute 1934
- 3. Million Dollar Wound – Gangsterkrieg 1942
- 4. Neon Mirage – Las Vegas 1946
- 5. Stolen Away – Kidnapping
- 6. Carnal Hours
- 7. Blood and Thunder – Blut und Donner
- 8. Damned in Paradise
- 9. Flying Blind
- 10. Majic Man
- 11. Angel in Black
- 12. Chicago Confidential
- 13. Bye Bye Baby

Mallory
- 1. No Cure for Death – Der Einäugige
- 2. Baby Blue Rip-Off – Veteran kehrt heim
- 3. Kill Your Darlings – Mordkongreß
- 4. Shroud for Aquarius – Auch Blumenkinder sterben
- 5. Nice Weekend for a Murder – Wochenendmorde

Quarry
- 1. Quarry / Broker – Quarry und der Makler des Todes
- 2. Quarry’s List / Broker’s Wife – Quarry und die Liste des Todes
- 3. Quarry’s Deal / Dealer – Quarry und die Killer
- 4. Quarry’s Cut / Slasher – Quarry gibt nicht auf
- 5. Primary Target – Quarry und der Millionenkontrakt
- 6. Quarry’s Greatest Hits
- 7. Last Quarry – Letzte Quarry
- 8. First Quarry – Erste Quarry
- 9. Quarry in the Middle
- 10. Quarry’s Ex
- 11. Quarry’S Blood

Eliot Ness
- 1. Dark City – Dunkle Stadt
- 2. Butcher’s Dozen – Killer in der dunklen Stadt
- 3. Bullet Proof
- 4. Murder by the Numbers

Frank Nolan
- 1. Bait Money – Köder für Nolan
- 2. Blood Money – Blutgeld für Nolan
- 3. Fly Paper
- 4. Hush Money
- 5. Hard Cash
- 6. Scratch Fever
- 7. Spree
- 8. Mourn the Living

Disaster
- 1. Titanic Murders
- 2. Hindenburg Murders
- 3. Pearl Harbor Murders
- 4. Lusitania Murders
- 5. London Blitz Murders
- 6. War of the Worlds Murders